# Língua de sinais da Etiópia
A Língua de Sinais da Etiópia (em Portugal: Língua Gestual da Etiópia) é a língua de sinais (pt: língua gestual) usada pela comunidade surda na Etiópia.